# Theelepel

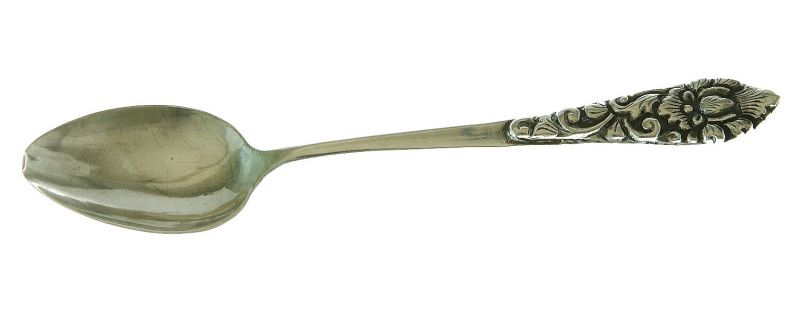
Een in Indonesië vervaardigde zilveren theelepel van voor 1940

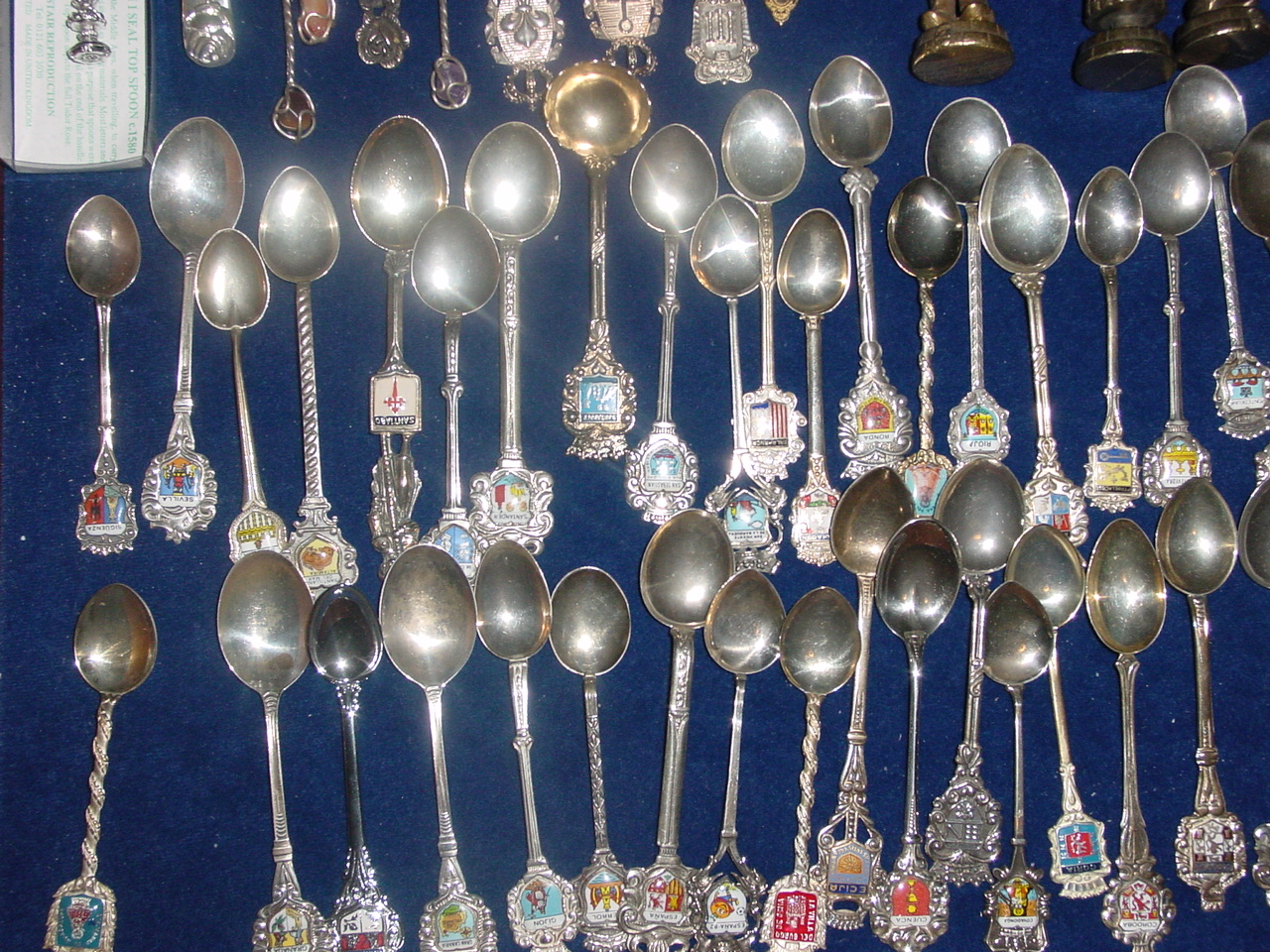
Een collectie theelepeltjes met ornamenten

Een theelepel is een kleine lepel.

## Gebruik
Een theelepel wordt gebruikt om thee (en ook wel koffie en andere - warme - dranken) te roeren, enerzijds om aroma's van de theebladeren door de thee te verspreiden, anderzijds om suiker of melk door de thee te roeren. Een derde element is het afkoelen van de thee, hetgeen door roeren bevorderd wordt.
Theelepels worden soms ook gebruikt om medicijnen in een oplossing te roeren, of als maatschepje, waarbij soms de vorm daartoe is aangepast. Met de theelepel als inhoudsmaat worden bijvoorbeeld in recepten hoeveelheden beschreven.
In plaats van een theelepeltje worden om te roeren ook wel roerstaafjes van glas of plastic gebruikt.

## Inhoudsmaat
Als onofficiële, maar ooit wijd gebruikte maateenheid voor apothekers, is de theelepel gelijk aan één drachm (of dram) en dus 1⁄4 van een eetlepel of 1⁄8 "fluid ounce". De apothekerstheelepel werd formeel bekend onder de Latijnse Cochlear minus, afgekort cochl. min. om het te onderscheiden van de eetlepel of Cochlear majus.
Toen het theedrinken werd geïntroduceerd in Engeland omstreeks 1660 was thee zeldzaam en duur. Als gevolg daarvan waren theekopjes en theelepeltjes kleiner dan nu. Deze situatie bleef bestaan tot ongeveer 1710 , toen de VOC thee rechtstreeks uit China begon te importeren. Aangezien de prijs van thee daalde, nam de omvang van kopjes en theelepels toe. Omstreeks 1730, was het theelepeltje als culinaire maateenheid vergoot naar 1⁄3 van een eetlepel, maar voor apothekers was de maateenheid gelijk gebleven. De theelepel bleef, meestal onder zijn Latijnse naam, nog enkele decennia bij apothekers in gebruik als maateenheid voor vloeistoffen, in de originele definitie van een dram.
In de Verenigde Staten staat een theelepel als een meeteenheid voor culinaire doeleinden gelijk aan 1⁄3 eetlepel, circa 4,9 ml. Voor de voedingswaarde-etikettering op levensmiddelen in de VS, is het theelepeltje gedefinieerd als precies 5 ml.
Bestektheelepeltjes zijn niet ontworpen om een standaard volume te bevatten. In de praktijk varieert de inhoud tussen 2,5 ml en 6 ml, zodat deze lepels niet geschikt zijn voor nauwkeurige metingen. In plaats daarvan kunnen maatlepels worden gebruikt.

## Materiaal en ornamenten
Theelepels zijn doorgaans van metaal gemaakt (zoals van tin, staal, zilver of nikkel), maar ook kunststof en keramische materialen komen soms voor.
(Oudere) theelepels bevatten aan het uiteinde van het handvatsteeltje vaak ornamentieke elementen, die ze voor verzamelaars interessant kunnen maken. Voorbeelden zijn:
- bloemen, bloemknoppen, bloemmotieven, blaadjes
- wapenschilden
- stadstaferelen
- sporten
- teksten (zoals op herinneringslepeltjes)
- een bolletje of ander geometrisch figuur
- portretten
- reclameuitingen als logo's of bedrijfsnaam

Dit ornament heeft een tweeledige functie: het lepelsteeltje is makkelijker vast te pakken en te sturen tijdens gebruik, daarnaast verhoogt het de decoratieve waarde van een lepeltje. De ornamenten zijn vaak van hetzelfde materiaal als de rest van het lepeltje en uit een stuk gemaakt; soms wordt ook een tweede metaal, emaille, ivoor, plastic of porselein toegepast voor het ornament.
Theelepeltjes kunnen, zeker indien ze van kostbaar materiaal of als verzamelobject worden gebruikt, in speciaal daartoe ontworpen bewaardoosjes worden opgeborgen, om beschadiging te voorkomen.
dessertlepel · eierlepel · eetlepel ·  groentelepel · ijslepel · juslepel · maatlepel · opscheplepel · pollepel · soeplepel · theelepel